# Дамас, Франсуа Огюст

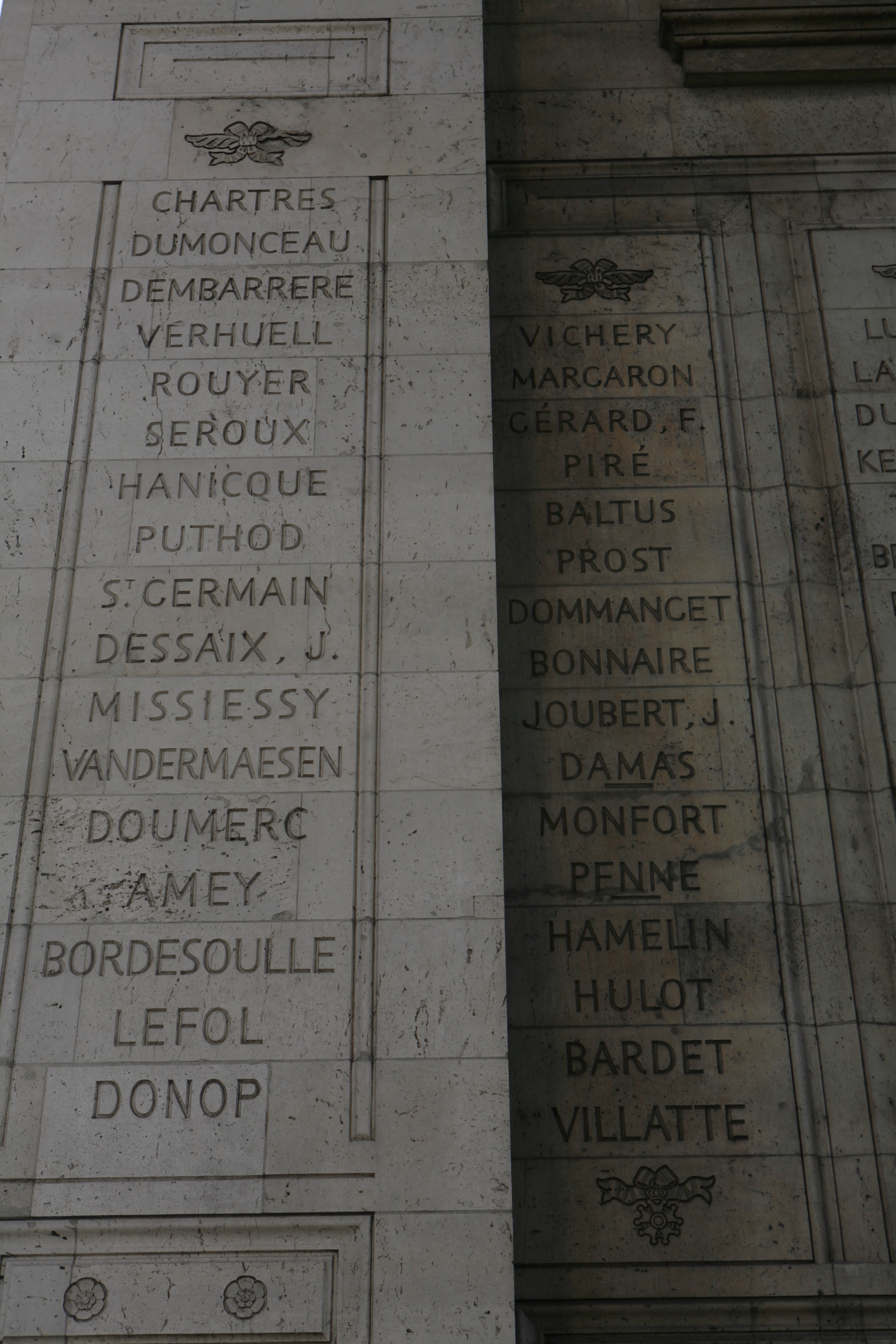
Колонны на Триумфальной арке в Париже.

Франсуа́ Огю́ст Дама́с (фр. François Auguste Damas; 2 октября 1773, Париж — 7 сентября 1812) — французский бригадный генерал эпохи Наполеоновских войн. Брат Франсуа-Этьена де Дамаса. Его имя высечено на Триумфальной арке в Париже.

## Биография
Родился в Париже; отец — плотник Этьен Дамас, мать — Анна-Элизабет (урождённая Куртуа), брат — Франсуа-Этьен де Дамас. В конце 1789 года поступил на службу в Национальную гвардию Франции. В октябре 1792 года прикомандирован к Рейнской армии как адъютант Алексиса Шоанбура.
Между 1793 и 1794 годом служил в брестской армии, затем около Самбра-и-Маас. После того как Жан-Батист Клебер присоеденился к Египетскому походу, временно занимал пост командира бригады. 29 января 1880 года женился на Каролине Катрин Клэр фон Нелл, в браке родился сын Этьен Филипп Эдуар (1802—1869), будущие адъютант Жерома Бонапарта.
В 1805 году поступил на службу в 1-й корпус Великой Армии, в 1806 году служил в Голландском королевстве; в марте 1807 года получил звание генерал-майор. В 1811 году вернулся на службу в армию Жана-Батиста Эбле.
Отечественную войну 1812 года начал командиром бригады, дивизии Жан Виктора Тарро. 22 июня 1811 года был награждён орденом Почётного легиона.
Погиб 7 сентября 1812 года в битве при Бородино от попадания ядра в грудь. После его смерти, Жером Бонапарт назначил его вдове пансион в 2 тысячи франков.